# Windy
Windy – czeski portal prognozy pogody, jeden z nielicznych portali pogodowych, który używa do prognoz i meteogramów wysokiej jakości danych z Europejskiego Centrum Prognoz Średnioterminowych. Portal został założony przez Ivo Lukacovica w listopadzie 2014 na podstawie projektu Camerona Beccario earth.
Prognozy pogody dostępne na stronie windy.com opierają się na danych z modeli  ECMWF, amerykańskiego GFS, modelu NAM. Strona pokazuje na jednej z warstw animację siły i kierunku wiatru na podstawie numerycznej symulacji cząstek powietrza (ang. directional animated particles). Te animacje opierają się jednak tylko na wartości prędkości wiatru w określonym czasie. Strumienie prądu powietrza pokazują za pomocą różnych kolorów siłę i kierunek wiatru.  Można też nałożyć dodatkowe warstwy na rysunku, m.in. dane radarowe, satelitarne, prądy oceaniczne, falowanie, temperaturę, ciśnienie, wilgotność względną, podstawę chmur. Pewną niedogodnością strony jest to, że nie udostępnia ona danych historycznych.